# عامل المحطة
عامل المحطة (بالإنجليزية: The Station Agent)‏ هو فيلم كوميدي درامي كتبه وأخرجه توماس مكارثي سنة 2003. يتمحور الفيلم حول رجل (بيتر دينكلاج) يبحث عن العزلة في محطة قطار مهجورة تقع بمنطقة نيوفاوندلاند، نيوجيرسي. الفيلم من بطولة بيتر دينكلاج، باتريسيا كلاركسون، بوبي كانفال.

## طاقم التمثيل
- بيتر دينكلاج بدور فينبار ماكبرايد
- باتريسيا كلاركسون بدور أوليفيا هاريس
- بوبي كانفال بدور جو أوراماس
- ميشيل ويليامز بدور إيميلي
- رايفن غودوين بدور كليو
- بول بينجامين بدور هينري ستايلز
- جايس بارتوك بدور كريس
- جو لو تروجليو بدور داني
- جون سلاتري بدور ديفيد
- لين كوهن بدور باتي
- ريتشارد كيند بدور لويس تيبوني
- جوش بايز بدور كارل

## روابط خارجية
- عامل المحطة على موقع IMDb (الإنجليزية)
- عامل المحطة على موقع ميتاكريتيك (الإنجليزية)
- عامل المحطة على موقع روتن توميتوز (الإنجليزية)
- عامل المحطة على موقع نتفليكس (الإنجليزية)
- عامل المحطة على موقع قاعدة بيانات الأفلام العربية
- عامل المحطة على موقع ألو سيني (الفرنسية)
- عامل المحطة على موقع Turner Classic Movies (الإنجليزية)
- عامل المحطة على موقع أول موفي (الإنجليزية)
- عامل المحطة على موقع بوكس أوفيس موجو (الإنجليزية)
- عامل المحطة على موقع فيلمافينيتي (الإسبانية)